# Proctoporus oreades
Proctoporus oreades — вид ящірок родини гімнофтальмових (Gymnophthalmidae). Ендемік Перу. Описаний у 2011 році.

## Поширення і екологія
Proctoporus oreades відомі з типової місцевості, розташованої в Національному парку Яначага-Шемільєн, в регіоні Паско, на висоті 3439 м над рівнем моря. Вони живуть на високогірних луках пуна.